# Estel de Barnard
L'estel de Barnard és un estel de la constel·lació del Serpentari que té el moviment propi més gran de qualsevol estrella respecte al Sol (10,3" per any). Aquest moviment propi fou descobert per l'astrònom Edward Barnard el 1916. La velocitat transversal corresponent és de 90 km/s. Amb una velocitat radial de -110 km/s, la velocitat total és de 140 km/s.
Està situat a una distància de 5,96 anys llum de la Terra, el que el converteix en el quart estel més proper al Sol, només per darrere de les tres components d'Alfa Centauri. L'estel de Barnard és un nan vermell bastant vell (tipus espectral M4), de manera que, malgrat la seva proximitat, és massa feble per poder-lo observar a ull nu (la seva magnitud aparent és de 9,57). El seu veí més proper és Ross 154, a 5,41 anys llum.
Durant la dècada de 1960 es va anunciar que certes pertorbacions en el moviment de l'estrella podien ser provocades per la presència de planetes, però aquest fet mai s'ha confirmat i les observacions del telescopi espacial Hubble semblen eliminar aquesta possibilitat.
El novembre de 2018 es va publicar que s'havia trobat un planeta orbitant aquesta estrella, anomenat Estrella de Barnard b, número de catàleg GJ 699 b. El grup descobridor estava liderat per Ignasi Ribas, investigador del Institut d'Estudis Espacials de Catalunya (IEEC) i del l'Institut de Ciències Espacials. Tot i això, un nou article publicat el 18 de maig de 2021 refuta el descobriment d'aquest exoplaneta. Actualment es considera un exoplaneta candidat en disputa a l'espera de noves observacions.

## Nom
El 2016, la Unió Astronòmica Internacional va organitzar un Grup de treball sobre noms d'estrelles (WGSN) per catalogar i estandarditzar els noms propis de les estrelles. El WGSN va aprovar el nom "Barnard's Star" per a aquesta estrella l'1 de febrer de 2017 i ara s'inclou a la llista de noms d'estrelles aprovats per la IAU.

## Descripció
L'estrella de Barnard és una nana vermella del tipus espectral tènue M4, i és massa feble per veure-la sense un telescopi; la seva magnitud aparent és 9,5.
Entre 7 i 12 mil milions d'anys, l'estrella de Barnard és considerablement més antiga que el Sol, que té 4.500 milions d'anys, i podria estar entre les estrelles més antigues de la Via Làctia. L'estrella de Barnard ha perdut una gran quantitat d'energia de rotació, i els lleugers canvis periòdics en la seva brillantor indiquen que gira una vegada cada 130 dies (el Sol gira en 25). Donada la seva edat, durant molt de temps es va suposar que l'estrella de Barnard estava quiescent en termes d'activitat estel·lar. L'any 1998, els astrònoms van observar una intensa erupció solar, mostrant que l'estrella de Barnard és una estrella fulgurant. L'estrella de Barnard té la designació d'estrella variable V2500 Ophiuchi. L'any 2003, l'estrella de Barnard va presentar el primer canvi detectable en la velocitat radial d'una estrella causada pel seu moviment. Una major variabilitat en la velocitat radial de l'estrella de Barnard es va atribuir a la seva activitat estel·lar.

L'estrella de Barnard, que mostra la posició cada 5 anys durant el període 1985–2005

El moviment propi de l'estrella de Barnard correspon a una velocitat lateral relativa de 90 km/s. Els 10,3 segons d'arc que recorre en un any representen un quart de grau en la vida humana, aproximadament la meitat del diàmetre angular de la Lluna plena.
La velocitat radial de l'estrella de Barnard és −110 km/s, mesurada des del desplaçament cap al blau a causa del seu moviment cap al Sol. Combinat amb el seu moviment i distància propis, això dona una "velocitat espacial" (velocitat real relativa al Sol) de 1.426±02 km/s. L'estrella de Barnard farà la seva aproximació més propera al Sol al voltant de l'11.800 CE, quan s'aproximarà a uns 3,75 anys llum.

Distàncies a les estrelles més properes des de fa 20.000 anys fins a 80.000 anys en el futur

Pròxima del Centaure és l'estrella més propera al Sol en una posició actualment a 4,24 anys llum d'aquest. Tanmateix, malgrat el pas encara més proper de l'estrella de Barnard al Sol l'any 11.800 dC, encara no serà l'estrella més propera, ja que en aquell moment Pròxima Centauri s'haurà traslladat a una proximitat encara més propera al Sol. En el moment del pas més proper de l'estrella pel Sol, l'estrella de Barnard encara serà massa tènue per ser vista a ull nu, ja que la seva magnitud aparent només haurà augmentat en una magnitud fins a aproximadament 8,5 per llavors, encara que queda 2,5 magnituds menys que visibilitat a ull nu.
L'estrella de Barnard té una massa d'aproximadament 0,16 masses solars (M☉), i un radi aproximadament 0,2 vegades el del Sol. Així, tot i que l'estrella de Barnard té aproximadament 150 vegades la massa de Júpiter (MJ), el seu radi és només aproximadament 2 vegades més gran, a causa de la seva densitat molt més gran. La seva temperatura efectiva és d'uns 3.220 kelvin, i té una lluminositat de només 0,0034 lluminositats solars. L'estrella de Barnard és tan feble que si estigués a la mateixa distància de la Terra que el Sol, semblaria només 100 vegades més brillant que una lluna plena, comparable a la brillantor del Sol a 80 unitats astronòmiques.
L'estrella de Barnard té entre el 10 i el 32% de la metal·licitat solar. La metal·licitat és la proporció de massa estel·lar formada per elements més pesants que l'heli i ajuda a classificar les estrelles en relació amb la població galàctica. L'estrella de Barnard sembla ser típica de les estel·les de la població II de nans antigues i vermelles, però aquestes també són generalment pobres en metalls estrelles de halo. Tot i que és subsolar, la metal·licitat de l'Estrella de Barnard és més alta que la d'una estrella halo i està en consonància amb l'extrem baix de la gamma estrella de disc rica en metalls; això, a més del seu alt moviment espacial, ha portat a la designació d'"estrella de població intermèdia II", entre un halo i una estrella de disc. Encara que alguns articles científics publicats recentment han donat estimacions molt més elevades de la metal·licitat de l'estrella, molt propera al nivell del Sol, entre el 75 i el 125% de la metal·licitat solar.

## Cerca de planetes

### Afirmacions planetàries astromètriques
Durant una dècada, des del 1963 fins al 1973, un nombre substancial d'astrònoms va acceptar l'afirmació de Peter van de Kamp que havia detectat, utilitzant astrometria, una pertorbació en el moviment adequat de l'estrella de Barnard consistent amb que té un o més planetes comparables en massa amb Júpiter. Van de Kamp havia estat observant l'estrella des de 1938, intentant, amb col·legues de l'Observatori Sproul del Swarthmore College, trobar variacions minúscules d'un micròmetre en la seva posició a la placa fotogràfica consistent amb pertorbacions orbitals que indicarien un company planetari; això va implicar fins a deu persones que fessin la mitjana dels seus resultats en mirar les plaques, per evitar errors individuals sistèmics. El suggeriment inicial de Van de Kamp va ser un planeta amb aproximadament 1,6 MJ a una distància de 4,4 UA en una òrbita lleugerament excèntrica, i aquestes mesures aparentment es van perfeccionar en un article de 1969. Més tard aquell any, Van de Kamp va suggerir que hi havia dos planetes d'1,1 i 0,8 MJ.

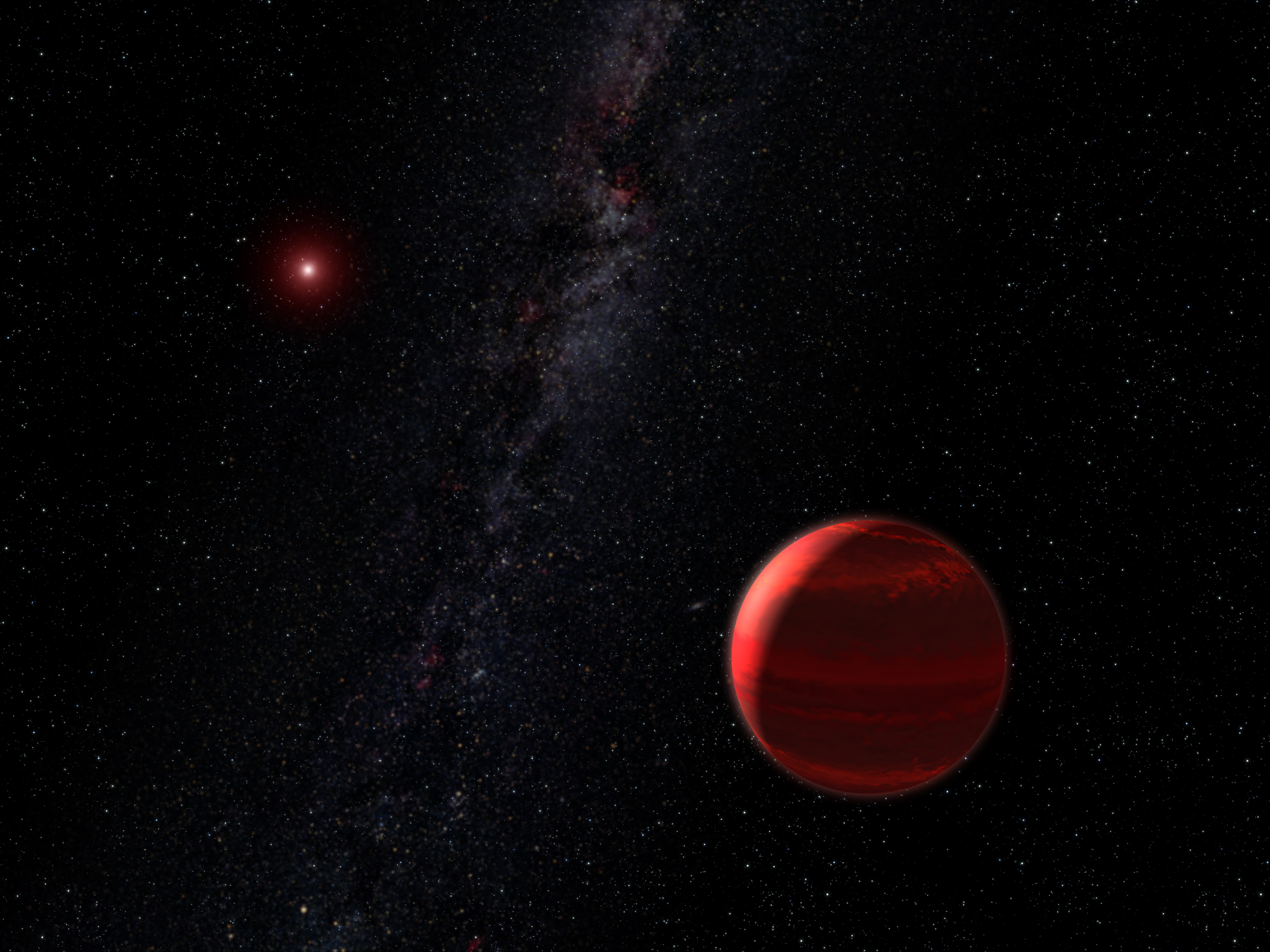
Concepció artística d'un planeta en òrbita al voltant d'una nana vermella

Altres astrònoms van repetir posteriorment les mesures de Van de Kamp, i dos articles el 1973 van soscavar l'afirmació d'un o més planetes. George Gatewood i Heinrich Eichhorn, en un observatori diferent i utilitzant tècniques de mesura de plaques més noves, no van poder verificar el company planetari. Un altre article publicat per John L. Hershey quatre mesos abans, també utilitzant l'observatori Swarthmore, va trobar que els canvis en el camp astromètric de diverses estrelles es correlacionaven amb el moment dels ajustos i modificacions que s'havien dut a terme a la lent objectiu del telescopi refractor; el planeta reclamat es va atribuir a un artefacte de treball de manteniment i actualització. L'assumpte s'ha discutit com a part d'una revisió científica més àmplia.
Van de Kamp mai va reconèixer cap error i va publicar una nova afirmació de l'existència de dos planetes tan tard com el 1982; va morir el 1995. Wulff Heintz, el successor de Van de Kamp a Swarthmore i un expert en estrelles dobles, va qüestionar les seves troballes i va començar a publicar crítiques a partir de 1976. Es va informar que els dos homes s'havien separat per això.

### L'Estel de Barnard b

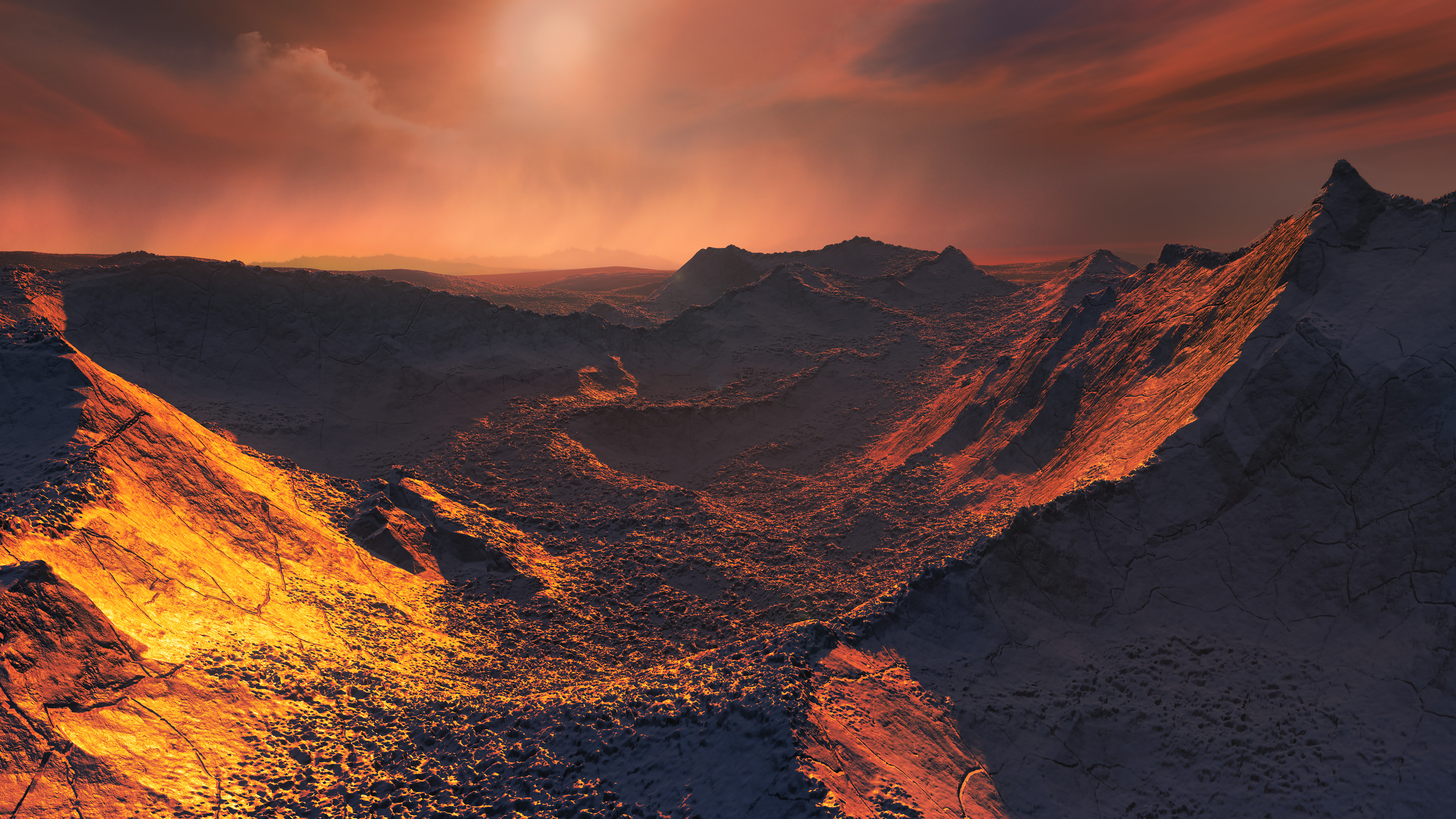
Impressió artística de la superfície d'una súper-Terra orbitant l'estrella de Barnard

El novembre de 2018, un equip internacional d'astrònoms va anunciar la detecció per velocitat radial d'una súper-Terra candidata en òrbita relativament a prop de l'estrella de Barnard. Dirigit per l'investigador català Ignasi Ribas, el seu treball, realitzat al llarg de dues dècades d'observació, va aportar importants proves de l'existència del planeta. Tanmateix, l'existència del planeta es va refutar el 2021, perquè es va trobar que el senyal de velocitat radial s'originava a partir d'un cicle d'activitat estel·lar, i un estudi el 2022 va confirmar aquest resultat.
Anomenat l'Estel de Barnard b, es pensava que el planeta es trobava a prop de la línia de congelament del sistema estel·lar, que és un lloc ideal per a l'acreció gelada de material protoplanetari. Es pensava que orbitava a 0,4 UA cada 233 dies i tenia una massa mínima proposada de 3,2 M🜨. El planeta hauria estat molt probablement fred, amb una temperatura superficial estimada d'uns −170 °C (−274 °F), i es trobava fora de la suposada zona habitable de l'estel de Barnard. La imatge directa del planeta i la seva signatura lluminosa hauria estat possible durant la dècada posterior al seu descobriment. Més pertorbacions febles i no explicades en el sistema van suggerir que podria haver-hi un segon company planetari encara més lluny.

### Refinant els límits planetaris
Durant les més de quatre dècades entre l'afirmació rebutjada de van de Kamp i l'anunci final d'un candidat a un planeta, l'estrella de Barnard es va estudiar amb cura i els límits de massa i orbitals dels possibles planetes se'n van anar estrenant lentament. Les nanes M com l'estrella de Barnard s'estudien més fàcilment que les estrelles més grans en aquest sentit perquè les seves masses més baixes fan que les pertorbacions siguin més evidents.
Els resultats nuls per als companys planetaris van continuar durant les dècades de 1980 i 1990, inclòs el treball interferomètric amb el telescopi espacial Hubble el 1999. Gatewood va poder demostrar l'any 1995 que els planetes amb 10 MJ eren impossibles al voltant de l'estrella de Barnard, en un article que va ajudar a refinar la certesa negativa sobre els objectes planetaris en general. El 1999, el treball del Hubble va excloure encara més els companys planetaris de 0,8 MJ amb un període orbital de menys de 1.000 dies (el període orbital de Júpiter és de 4.332 dies), mentre que Kuerster va determinar el 2003 que dins de la zona habitable al voltant de l'estrella de Barnard, els planetes no són possibles amb un valor "M sin i" superior a 7,5 vegades la massa de la Terra (M🜨), o amb una massa superior a 3,1 vegades la massa de Neptú (molt inferior al valor més petit suggerit per van de Kamp).
El 2013, es va publicar un document de recerca que perfeccionava encara més els límits de la massa del planeta per a l'estrella. Utilitzant mesures de velocitat radial, preses durant un període de 25 anys, dels Observatoris Lick i Keck i aplicant l'anàlisi de Monte Carlo per a òrbites circulars i excèntriques, es van determinar masses superiors per als planetes fins a òrbites de 1.000 dies. Es van excloure els planetes per sobre de dues masses terrestres en òrbites de menys de 10 dies, i també es van descartar amb confiança els planetes de més de deu masses terrestres en una òrbita de dos anys. També es va descobrir que la zona habitable de l'estrella semblava estar desproveïda de planetes aproximadament de la massa terrestre o més grans, llevat de les òrbites de cara.
Tot i que aquesta investigació va restringir molt les possibles propietats dels planetes al voltant de l'estrella de Barnard, no les va descartar completament, ja que els planetes terrestres sempre serien difícils de detectar. Es va informar que la Space Interferometry Mission de la NASA, que havia de començar a buscar planetes extrasolars semblants a la Terra, va triar l'estrella de Barnard com a objectiu de cerca primerenc. No obstant això, la missió es va cancel·lar el 2010. La missió d'interferometria similar a Darwin de l'ESA tenia el mateix objectiu, però va ser privada de finançament el 2007.
L'anàlisi de les velocitats radials que finalment va portar al descobriment de la súper-Terra candidata que orbitava l'estrella de Barnard també es va utilitzar per establir límits de massa superiors més precisos per als possibles planetes, fins i dins de la zona habitable: un màxim de 0,7 M🜨 fins a la vora interior i 1,2 M🜨 a la vora exterior de la zona habitable optimista, corresponents a períodes orbitals de fins a 10 i 40 dies respectivament. Per tant, sembla que l'estrella de Barnard no acull planetes de massa terrestre o més grans, en òrbites càlides i temperades, a diferència d'altres estrelles nanes M que solen tenir aquests tipus de planetes en òrbites properes.

## Erupcions estel·lars

### 1998
L'any 1998 es va detectar una erupció estel·lar a l'estrella de Barnard basada en els canvis en les emissions espectrals el 17 de juliol durant una recerca no relacionada de variacions en el moviment adequat. Van passar quatre anys abans que la bengala fos analitzada completament, moment en què es va suggerir que la temperatura de la bengala era de 8.000 K, més del doble de la temperatura normal de l'estrella. Donada la naturalesa essencialment aleatòria de les erupcions, Diane Paulson, una de les autores d'aquest estudi, va assenyalar que "l'estrella seria fantàstica per als aficionats que l'observessin".

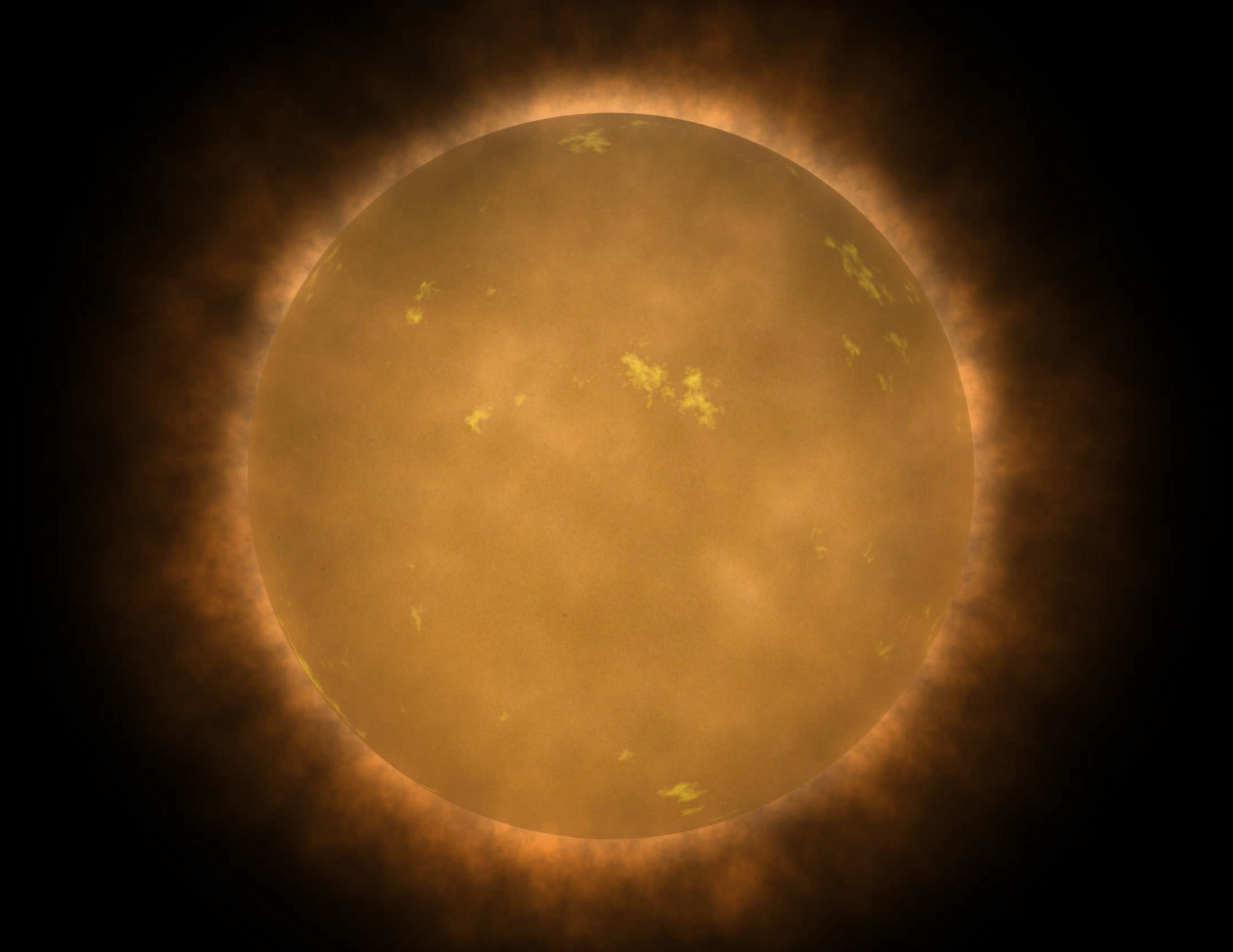
Concepció artística d'una nana vermella

La erupció va ser sorprenent perquè no s'espera una intensa activitat estel·lar en estrelles d'aquesta edat. Les bengales no s'entenen completament, però es creu que són causades per un fort camps magnètics, que suprimeix la convecció de plasma i provoquen esclats sobtats: es produeixen camps magnètics forts en estrelles que giren ràpidament, mentre que les estrelles velles tendeixen a girar lentament. Per tant, es presumeix que l'estrella de Barnard pateix un esdeveniment d'aquesta magnitud és una raresa. Les investigacions sobre la periodicitat de l'estrella, o els canvis en l'activitat estel·lar en una escala de temps determinada, també suggereixen que hauria d'estar quiescent; La investigació de 1998 va mostrar febles proves de la variació periòdica de la brillantor de l'estrella, assenyalant només una possible taca estel·lar durant 130 dies.
L'activitat estel·lar d'aquest tipus ha creat interès per utilitzar l'estrella de Barnard com a intermediari per entendre estrelles similars. S'espera que els estudis fotomètrics de les seves emissions de raigs X i UV aclareixin la gran població de nanes M antigues a la galàxia. Aquesta investigació té implicacions astrobiològiques: donat que les zones habitables de les nanes M estan a prop de l'estrella, qualsevol planeta que hi estigui situat es veuria fortament afectat per les erupcions solars, els vents estel·lars i els esdeveniments d'ejecció de plasma.

### 2019
L'any 2019, es van detectar dues erupcions estel·lars ultraviolada addicionals, cadascuna amb una energia ultraviolada llunyana de 3 × 1022 joules, juntament amb una erupció estel·lar de raigs X amb energia 1,6×1022 joules. La velocitat de l'erupció observada fins ara és suficient per provocar la pèrdua de 87 atmosferes terrestres per mil milions d'anys a través de processos tèrmics i ≈3 atmosferes terrestres per mil milions d'anys mitjançant processos de pèrdua d'ions a l'Estrella de Barnard b.

## Entorn

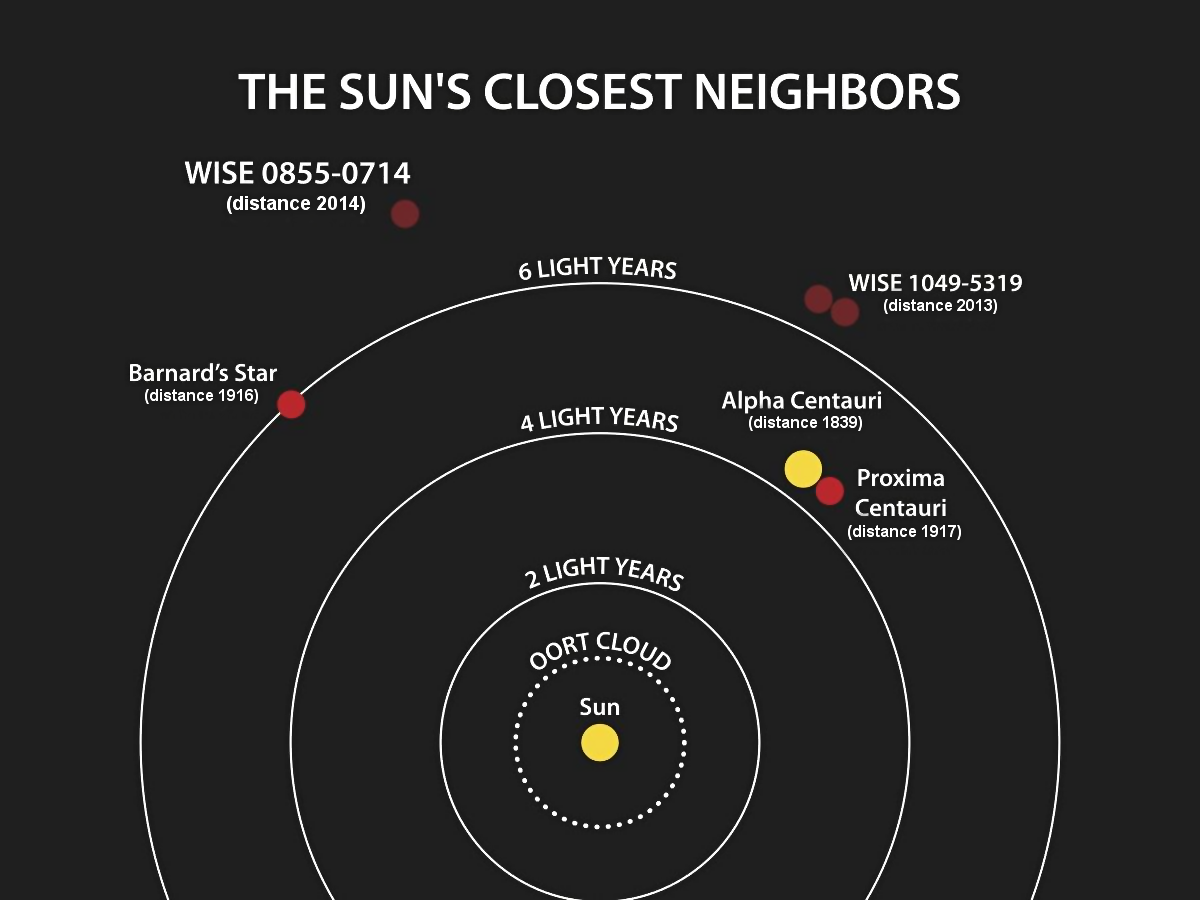
Estrelles més properes al Sol, incloent-hi l'Estel de Barnard (25 d'abril de 2014)

L'Estel de Barnard comparteix gairebé el mateix barri que el Sol. Els veïns de l'Estel de Barnard són generalment de mida de nana vermella, el tipus d'estrella més petit i comú. El seu veí més proper és actualment la nana vermella Ross 154, a una distància d'1,66 parsecs (5,41 anys llum). El Sol i Alfa del Centaure són, respectivament, els següents sistemes més propers. Des de l'Estel de Barnard, el Sol apareixeria al costat diametralment oposat del cel en coordenades RA=5h 57m 48.5s, Dec=−04° 41′ 36″, a la part més occidental de la constel·lació de l'Unicorn. La magnitud absoluta del Sol és de 4,83, i a una distància de 1,834 parsecs, seria una estrella de primera magnitud, ja que Pòl·lux és de la Terra.

## Exploració proposada

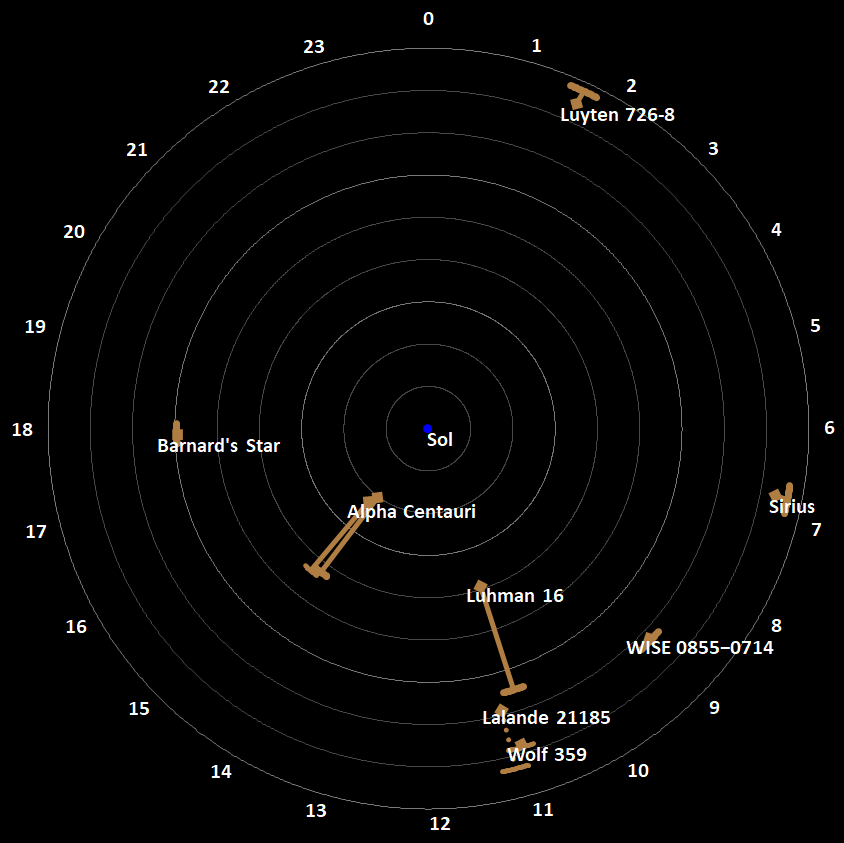
La posició de l'estrella de Barnard en un mapa radar entre tots els objectes estel·lars o sistemes estel·lars a 9 anys llum (ly) del centre del mapa, el Sol (Sol). Les formes de diamant són les seves posicions introduïdes segons l'ascensió recta en angle de les hores (indicat a la vora del disc de referència del mapa), i segons la seva declinació. La segona marca mostra la distància de cadascun del Sol, amb els cercles concèntrics que indiquen la distància en passos d'una línia.

### Projecte Daedalus
L'estrella de Barnard es va estudiar com a part del Projecte Daedalus. Realitzat entre 1973 i 1978, l'estudi va suggerir que els viatges ràpids i sense tripulació a un altre sistema estel·lar era possible amb la tecnologia existent o futura. L'estrella de Barnard va ser escollida com a objectiu en part perquè es creia que tenia planetes.
El model teòric va suggerir que un coet de pols nuclear que empra la fusió nuclear (concretament, el bombardeig electrònic de deuteri i heli-3) i accelerava durant quatre anys podria assolir una velocitat del 12% de la velocitat de la llum. Llavors es podria arribar a l'estrella en 50 anys, dins d'una vida humana. Juntament amb la investigació detallada de l'estrella i qualsevol acompanyant, s'examinaria el mitjà interestel·lar i es realitzaran lectures astromètriques de referència.
El model inicial del Projecte Daedalus va provocar més investigacions teòriques. El 1980, Robert Freitas va suggerir un pla més ambiciós: una nau espacial autorreplicable destinada a buscar i entrar en contacte amb la vida extraterrestre. Construït i llançat a l'òrbita de Júpiter, arribaria a l'Estrella de Barnard en 47 anys sota paràmetres similars als del Projecte Daedalus original. Un cop a l'estrella, començaria l'autoreplicació automatitzada, construint una fàbrica, inicialment per fabricar sondes exploratòries i, finalment, per crear una còpia de la nau espacial original després de 1.000 anys.